# James B. Eustis
James B. Eustis (New Orleans, 1834. augusztus 27. – Newport, 1899. szeptember 9.) az Amerikai Egyesült Államok szenátora (Louisiana, 1876–1879 és 1885–1891).